# Aloe breviscapa
Aloe breviscapa är en grästrädsväxtart som beskrevs av Gilbert Westacott Reynolds och Bally. Aloe breviscapa ingår i släktet Aloe och familjen grästrädsväxter. Inga underarter finns listade i Catalogue of Life.